# Lychnis wilfordii
Lychnis wilfordii là loài thực vật có hoa thuộc họ Cẩm chướng. Loài này được (Regel) Maxim. mô tả khoa học đầu tiên năm 1872.